# 서울동구고등학교
서울동구고등학교(서울東丘高等學校)는 대한민국 서울특별시 성북구 성북동에 위치한 사립 고등학교이다.

## 학교 연혁
- 1942년 6월 17일 : 동구가정실수여학교 3년제 3학급 설립인가, 종로구 종로6가 71번지에서 개교
- 1942년 7월 20일 : 성암 조석봉 선생 학교장으로 취임
- 1944년 1월 13일 : 동구여자상업전수학교로 교명 변경
- 1945년 10월 1일 : 동구여자상업학교로 교명 변경(야간부 3학급 병설)
- 1950년 2월 15일 : 재단법인 동구학원 설립 인가
- 1950년 4월 15일 : 동구여자상업중학교로 인가, 4년제 16학급(주간 8학급, 야간 8학급) 인가
- 1954년 1월 5일 : 동구여자중학교․동구여자상업고등학교로 개편 인가(각 3년제, 중학교 12학급․고등학교 6학급)
- 1961년 3월 31일 : 성북구 성북동 현 교사로 이전
- 1964년 1월 24일 : 학교법인 동구학원으로 조직 변경
- 1969년 3월 3일 : 동구여자중학교․동구여자상업고등학교로 분리 운영
- 1976년 12월 14일 : 주․야 각 학년 8학급(합계 48학급) 인가
- 1993년 9월 1일 : 주간 각 학년 10학급, 야간 폐과 학칙 변경
- 2005년 3월 1일: 조 웅 이사장 취임
- 2005년 3월 1일: 제 3대 교장으로 이원표 선생 취임
- 2005년 11월 4일 : 서울특별시교육청 지정 특성화고등학교 인가
- 2009년 3월 1일: 제 4대 교장으로 노광옥 선생 취임
- 2011년 3월 1일 : 동구마케팅고등학교로 교명 변경
- 2011년 3월 1일 : 금융자산마케팅과 4학급, 문화콘텐츠마케팅학과 4학급, 글로벌마케팅과 2학급으로 학칙 변경
- 2013년 3월 1일 : 제5대 교장으로 정운계 선생 취임
- 2015년 2월 13일 : 최길자 이사장 취임
- 2016년 3월 1일 : 금융자산마케팅과 4학급, 문화콘텐츠마케팅학과 3학급, 국제비즈니스과 3학급으로 학칙 변경
- 2020년 3월 23일 : 제 6대 교장으로 손동혁 선생 취임
- 2021년 3월 1일 : 스마트금융경영과 3학급, 콘텐츠크리에이터과 3학급, 국제비즈니스과 3학급으로 학칙 변경
- 2023년 3월 1일 : 서울동구고등학교로 교명 변경, 남녀공학으로 전환
- 2023년 3월 1일 : 스마트금융경영과 2학급, 콘텐츠크리에이터과 2학급, 디자인과 2학급, 공연예술과 1학급으로 학칙 변경
- 2024년 3월 1일: 제 7대 교장으로 이주훈 선생 취임

## 설치 학과
- 스마트금융경영과
- 콘텐츠크리에이터과
- 디자인과
- 공연예술과

## 참고 자료
- 서울동구고등학교 - 한국교육학술정보원 학교알리미